# Jamides euchylas
Jamides euchylas is een vlinder uit de familie van de Lycaenidae. De wetenschappelijke naam van de soort is voor het eerst geldig gepubliceerd in 1816 door Hübner.